# Personaggi del ciclo del ware
Questa voce elenca i personaggi del ciclo del ware di Rudy Rucker.
I numeri corrispondenti ai personaggi si riferiscono al seguente elenco dei romanzi del ciclo:
1. Software - I nuovi robot (Software)
2. Wetware - Gli uomini robot (Wetware)
3. Freeware - La nuova carne (Freeware)
4. Realware - La materia infinita (Realware)

| Nome                       | Descrizione | Libro in cui è nominato |
| -------------------------- | --- | ----------------------- |
| Action Jackson             | Poliziotto amico di Stan Mooney | 1                       |
| Anders, Onar               | Amico innamorato di Babs Mooney | 4                       |
| Anderson, Buford Cisco     | vedi Bubba | 2                       |
| Anderson, Cobb             | Creatore dei robot boppers | 1-2-3-4                 |
| Anderson, Verena           | Moglie abbandonata di cobb Anderson | 1                       |
| Andrea                     | Moldie (unione di bopper e muffa), madre di Monique | 3                       |
| Bagliore                   | Metamarziano | 4                       |
| Baxter, Ben                | Dirigente che, trasferitosi nel 2024 sulla Luna, porta l'amante Darla Starr con sé | 3                       |
| Beller, Fern               | Socia di Max Yukawa, in seguito collega di Willy Taze | 2-3                     |
| Ben                        | Bopper remoto di Belle, il grande robot asimov terrestre | 2                       |
| Berdoo                     | Teppista della banda "I Piccoli Burloni", in seguito "Carne-e-ossa" (meaties in originale), cioè umano sotto il controllo dei bopper, in particolare di Emul | 1-2                     |
| Berenice                   | Bopper petaflop (cioè a fibre ottiche). Compra la droga "merge" da Mydol Whitey e la consegna alle proprie sorelle, che riescono così a creare uno spermatozoo con due code: una umana, l'altra bopper. Questo farà nascere il meatbop Manchile, incrocio fra umano e robotico. Berenice lo aiuta il più possibile                        | 2                       |
| BEX                        | Grande bopper, astronave spaziale Terra-Luna | 1                       |
| Blaster                    | Grande moldie, usato per trasportare i moldie terrestri sulla Luna | 3                       |
| Bo, Klara                  | Amica di Kevvie Inch | 4                       |
| Bou-Bou                    | Re del Tonga | 4                       |
| Bubba                      | Meatbop, incrocio di bopper ed umano, partorito da Lewis Cisco e concepito da Manchile | 2                       |
| Buckenham, Cuss            | Venditore d'auto | 2                       |
| Burchee                    | Robot amico di Ralph Numbers | 1                       |
| Buttmunch                  | Moldie che, insieme all'amico Gipsy, uccide Dom Percesepe, padre di Terri | 3                       |
| Calla                      | Padrona di casa di Phil Gottner | 4                       |
| Capitan Cody               | Grande bopper, pullman lunare | 1                       |
| Carter, Lewis              | Giudice che condanna Willy | 2                       |
| Che, Jia                   | Madre di Willow | 4                       |
| Chen, Willow               | Seconda moglie di Kurt Gottner | 4                       |
| Chuck                      | Figlio di Farker e Cynthia, Ministro dei Culti Uniti a Philadelphia | 1                       |
| Cushing, Annie             | Amica e vicina di Cobb Anderson. In seguito aiuterà il di lui nipote, Willy | 1-2-3                   |
| Cynthia                    | Moglie di Farker, amica di Cobb Anderson | 1                       |
| DeMentis, Dennis           | Nome falso di Sta-Hi, per viaggiare anonimo | 1                       |
| DeMentis, Graham           | Nome falso di Cobb Anderson, per viaggiare anonimo | 1                       |
| Derek                      | Coinquilino di Phil Gottner | 4                       |
| DEX                        | Grande bopper, Hotel Hilton della Luna | 1                       |
| Dietz, Alice               | Madre di Tre Dietz | 3                       |
| Dietz, Dolf                | Figlio di Tre Dietz e Terri Percesepe | 3                       |
| Dietz, Dom                 | Padre di Tre Dietz | 3                       |
| Dietz, Tre                 | Surfista, marito di Terri Percesepe | 3-4                     |
| Dietz, Wren                | Figlia di Tre Dietz e Terri Percesepe | 3                       |
| Doakes, Jody               | Meccanico che aiuta Cobb Anderson a ridipingere il furgone di Mister Frostee | 1                       |
| Doan, Jimmy                | Barbone ucciso e mangiato da Bubba | 2                       |
| Doll, Ken                  | "Carne-e-ossa" (meaties in originale), cioè umano sotto il controllo dei bopper, in particolare di Emul | 2                       |
| Early, Carol               | Macellaia che aiuta Willy, moglie di Calvin Johnson | 2                       |
| Eleani                     | Primo Ministro del Tonga | 4                       |
| Emul                       | Bopper petaflop (cioè a fibre ottiche), innamorato di Berenice | 2                       |
| Emuline                    | Cugino di Andrea | 3                       |
| Eve                        | Prima moglie di Kurt Gottner, e madre di Phil e Jane | 4                       |
| Everlooze                  | Moldie (unione di bopper e muffa), padre di Monique | 3                       |
| Farker                     | Amico di Cobb Anderson | 1                       |
| Flapper                    | Grande moldie dalla forma di pterodattilo | 3                       |
| Fleegle                    | Bopper ladro | 2                       |
| Flouncey                   | Buon Mantello di Fern Beller | 3                       |
| Frangipane                 | Moldie (unione di bopper e muffa) | 3                       |
| Freck, Charles             | Amico di Midol Whitey | 2                       |
| Gipsy                      | Moldie che, insieme all'amico Buttmunch, uccide Dom Percesepe, padre di Terri | 3                       |
| Goole, Kurtis              | Ex fidanzato di Terri Percesepe | 3                       |
| Gottner, Gina              | Figlia di Rex Gottner e Zsuzsi | 4                       |
| Gottner, Hildegarde        | Sorella di Isolde Gottner | 4                       |
| Gottner, Isolde            | Madre di Kurt e Rex Guttner | 4                       |
| Gottner, Jane              | Sorella di Phil Gottner | 4                       |
| Gottner, Kurt              | Amico e collega di Tre Dietz, padre di Phil Gottner | 4                       |
| Gottner, Mary              | Figlia di Rex Gottner e Zsuzsi | 4                       |
| Gottner, Phil              | Cuoco terrestre | 4                       |
| Gottner, Rex               | Fratello di Kurt | 4                       |
| Gottner, Zsuzsi            | Moglie di Rex Gottner | 4                       |
| Gurdle                     | Moldie (unione di bopper e muffa), fra i più grandi scienziati del Nido lunare. Raggiunta la 7ª vita, e chiamato per questo Gurdle 7, diviene l'unico possessore del software del virus "Starway to Heaven", inventato da Willy Taze | 3                       |
| Gustav                     | Moldie (unione di bopper e muffa) | 3                       |
| Guttierez, Ricardo         | Cliente di Max Yukawa | 2                       |
| Hasci, colonnello          | Gimmie, poliziotto lunare | 2                       |
| Hatch, Hanna               | Levatrice di Della Taze | 2                       |
| Helen                      | Bopper addetta alle cisterne rosa | 2                       |
| Inch, Kevvie               | Compagna di Phil Gottner | 4                       |
| Jenny                      | Unità software del Nido lunare | 3                       |
| Johnson, Calvin            | Macellaio che aiuta Willy, marito di Carol Early | 2                       |
| Johnson, Geegee            | Stalliera che, con il marito Luther, nasconde Bubba | 2                       |
| Johnson, Luther            | Stalliere che, con la moglie Geegee, nasconde Bubba | 2                       |
| Josef                      | Metamarziano | 4                       |
| Karroll, Kimmie            | Ricca signora mondana | 2                       |
| Kasabian, Dick             | Direttore della Apex Images. Assume Tre Dietz | 3                       |
| Kidd, Aarbie               | Teppista della banda "I Piccoli Burloni", ex fidanzato di Starshine, in seguito alleato di Randy Tucker | 3                       |
| Kimball, Spike             | Missionario sfruttato da Monique | 3                       |
| Kimo                       | Venditore di tavole da surf | 3                       |
| Kkandio                    | Bopper che gestisce i segnali radio del Nido lunare | 2                       |
| Kristleen                  | Teppista della banda "I Piccoli Burloni" | 1                       |
| Krypto                     | Robot killer | 1                       |
| Lewis                      | Amante di SUe Tucker | 3                       |
| Lewis, Cisco               | Donna messa incinta da Manchile e "prestata" a Willy Taze | 2                       |
| Loki                       | Bopper petaflop (cioè a fibre ottiche), artigiano a forma di ragno | 2                       |
| Major, Cynthia             | Responsabile del personale della Apex Images | 3                       |
| Malley                     | Proprietario società dei Taxi, capo di Sta-Hi | 1                       |
| Mezz'e'mezzo               | Teppista della banda "I Piccoli Burloni". Il nome originale, "Haf-N-Haf", viene lasciato intradotto nel terzo libro | 1-3                     |
| MEX                        | Grande bopper, Museo lunare | 1                       |
| Miller, Sue                | Nome falso di Yoke Starr-Mydol | 4                       |
| Mister Frostee             | Unico grande bopper sulla Terra, con il compito di raccogliere cervelli | 1                       |
| Misty                      | Hostess remota di BEX, Versione robotica di Misty Nivlac | 1                       |
| Molly                      | Baby-sitter della famiglia Dietz | 3                       |
| Monique                    | Moldie (unione di bopper e muffa), cameriera all'albergo Clearlight | 3                       |
| Mooney, Babs               | Figlia di Stahn e Wendy Mooney, artista | 3-4                     |
| Mooney, Bea                | Moglie di Stan Mooney, madre di Sta-Hi | 1                       |
| Mooney, Saint              | Figlia di Stahn e Wendy Mooney | 3-4                     |
| Mooney, Stanley Hilary     | Poliziotto, padre di Sta-Hi | 1                       |
| Mooney, Stanley Hilary jr. | Tassista tossicodipendente, detto Sta-Hi. Dopo il 2025, diventa investigatore privato sulla Luna. Dopo il 2030 è senatore della California, in seguito diventa socio della Apex Images per lo sviluppo delle tecnologie moldie, i nuovi robot nati dall'unione di bopper e muffa chipmold                                                 | 1-2-3                   |
| Mooney, Wendy              | Adepta della Personetica. Sposa Sta-Hi quando questi la libera, ma in seguito è uccisa da lui per sbaglio. Verrà ricreata dai bopper e vivrà così a fianco di Mooney | 1-2-3                   |
| Morrow, Vic                | Contadino che fuse i propri operai, prima del decreto anti-chimera del 2027 | 2                       |
| Mydol, Joke                | Figlia di Whitey Mydol e Darla Starr, sorella di Yoke. In realtà è un innesto bopper con il software di Berenice ed Emul. Quest'ultimo l'ha impiantato in Darla prima di morire | 3-4                     |
| Mydol, Yoke                | Figlia di Whitey Mydol e Darla Starr, sorella di Joke | 3-4                     |
| Mydol, Whitey              | Tossicodipendente che fornisce ai bopper il merge di Yukawa. Marito di Darla Starr, padre di Joke e Yoke | 2-3                     |
| Naranjo                    | Cameriere del ristorante LoLo, di proprietà di Phil Gottner | 4                       |
| Nast, Mel                  | Ministro della Personetica, in realtà Cobb Anderson | 1                       |
| Ng, Bei                    | Fondatore del Misticismo Organico, ma in realtà socio, con Max Yukawa, dell'ISDN, potente società lunare | 2-3                     |
| Nita                       | Amante di SUe Tucker | 3                       |
| Numbers, Ralph             | Primo robot creato da Cobb Anderson, primo robot a ribellarsi alle Leggi di Asimov e, nel 2001, guidò la rivolta dei robot | 1                       |
| Oozer                      | Bopper progettista delle membrane cangianti | 2                       |
| Parvati                    | Moldie (unione di bopper e muffa) indiana della Emperor Staghorn, e per un periodo amante di Randy Karl Tucker | 3                       |
| Peg                        | Metamarziano | 4                       |
| Percesepe, Ike             | Fratello di Terri Percesepe | 3                       |
| Percesepe, Terri           | Direttrice dell'albergo Clearlight, moglie di Tre Dietz, capo di Monique | 3-4                     |
| Phil lo Zozzo              | Leader della banda "I Piccoli Burloni", bopper remoto di Mister Frostee, in originale "Filthy Phil" | 1                       |
| Phlogiston, Benny          | Amico universitario di Tre Dietz | 3                       |
| Piggot, Mark               | Magnate televisivo, marito di Suesue | 2                       |
| Piggot, Suesue             | Giornalista amante di Manchile, moglie di Mark Piggot | 2                       |
| Plenty, Starshine          | Guaritrice. Moglie di Duck Tapin, figlia di Rainbow e Berdoo | 3-4                     |
| Plenty, Tempest            | Zia di Starshine | 3-4                     |
| Pondicherry, Neeraj        | Direttore dell'Emperor Staghorn, capo di Randy Karl Tucker | 3                       |
| Pride, dott. Dicky         | Leader della Casa degli Eletti di Shively | 3                       |
| Ptah                       | Metamarziano | 4                       |
| Quayoom, Abdul             | Programmatore islamico sfruttato da Monique | 3                       |
| Quuz dal Sole              | ? | 3                       |
| Rainbow                    | Teppista della banda "I Piccoli Burloni", in seguito "Carne-e-ossa" (meaties in originale), cioè umano sotto il controllo dei bopper, in particolare di Emul | 1-2                     |
| Ragland                    | Robot asimov del Belle liberato da Willy | 2                       |
| Ramanujan, Sri             | Inventore delle sanguisughe-DIM per controllare i moldie (unione di bopper e muffa) | 3                       |
| Rhizome, Corey             | Artista, amico di Willy Taze | 3                       |
| Roopah                     | Collega di Randy Karl Tucker | 3                       |
| Sally                      | Moldie (unione di bopper e muffa), amica di Wendy Mooney | 3                       |
| Shiva il Distruttore       | Moldie (unione di bopper e muffa), marito di Parvati | 3                       |
| Siss                       | Metamarziano | 4                       |
| Squanto                    | Nome falso di Cobb Anderson | 4                       |
| Sta-Hi                     | vedi Mooney, Stanley Hilary jr. | 1                       |
| Starr, Darla               | Fidanzata di Mydol Whitey | 2-3                     |
| Tapin, Duck                | Artigiano, marito di Starshine | 3                       |
| Taze, Amy                  | Moglie di Jason Taze, madre di Della Taze | 2                       |
| Taze, Colin                | Marito di Ilse, zio di Della Taze. Quando suo figlio Willy è ormai adulto, Colin lascia la madre per una giovane vietnamita, Xuyen Tuyen | 2-3                     |
| Taze, Della                | Assistente di Max Yukawa, madre di Manchile | 2                       |
| Taze, Ilse                 | Moglie di Colin Taze, figlia di Cobb Anderson, madre di Willy | 2-3                     |
| Taze, Jason                | Padre di Della Taze, marito di Amy Taze | 2                       |
| Taze, Ruby                 | Figlia di Jason ed Amy, sorella di Della Taze | 2                       |
| Taze, Sude                 | Figlia di Jason ed Amy, sorella di Della Taze | 2                       |
| Taze, Willy                | Figlio di Colin e Ilse, cugino di Della Taze, nipote di Cobb Anderson. Programmatore robotico che nel 2031 inventa il DIM (Designer di IMipolex) che sostituisce gli obsoleti chip informatici. Trasferitosi sulla Luna, inventa il virus "Starway to Heaven", che permette ai moldie di captare intelligenze aliene sparse nell'universo | 2-3-4                   |
| Thutmosi                   | Moldie amico e vicino di casa di Phil Gottner | 4                       |
| TEX                        | Grande bopper, vasche per gli organi | 1                       |
| Tom                        | Robot asimov del Belle liberato da Willy | 2                       |
| Tommy                      | Poliziotto, sottoposto di Stan Mooney | 1                       |
| Tucker, Randy Karl         | "Palla di formaggio" (amante dei moldie, cioè), figlio di Sue Tucker | 3-4                     |
| Tucker, Sue                | Madre di Randy Karl | 3                       |
| Turklee                    | Moldie, portavoce di Bagliore | 4                       |
| Ulalume                    | Bopper petaflop (cioè a fibre ottiche) addetta alle cisterne rosa | 2                       |
| Ulam                       | Buon Mantello di Willy Taze, nato dal software del bopper Ulalume | 3                       |
| Vaana                      | Moldie, moglie del Re del Tonga | 4                       |
| Vea, Aanna                 | Amica universitaria di Tre Dietz | 3                       |
| Vulcan                     | Robot amico di Ralph Numbers | 1                       |
| Vy                         | Bopper che si occupa degli affari umani sulla Luna | 2                       |
| Wagstaff                   | Robot bopper minatore (a forma di serpente), nemico di Ralph Numbers | 1                       |
| Weaver, Honey              | Amante di Sue Tucker ed iniziatrice sessuale di Randy Karl TUcker | 3                       |
| Willa Jean                 | Pollo lancia-sanguisughe di Randy Tucker | 3-4                     |
| Wubwub                     | Metamarziano | 4                       |
| Yeskin, Buddy              | Fidanzato di Della Taze | 2                       |
| Yukawa, Max                | Biologo molecolare, creatore della droga "merge". Precedentemente si chiamava Max Gibson, ma poi si fuse con Bei Ng, assumendo tratti somatici asiatici | 2                       |
| Xanana                     | Moldie (unione di bopper e muffa), sorella di Monique | 3                       |
| Xlotl                      | Marito di Monique | 3                       |
| Zipzap                     | bopper | 1                       |
| Zununu, Tobb               | Giornalista | 2                       |